# 幼獅交流道
幼獅交流道為臺灣國道一號的交流道，位於臺灣桃園市楊梅區的幼獅，指標為67.5k。
|  | 67 幼獅 | 幼獅產業園區 |

## 簡述
幼獅交流道乃幼獅工業區與鄰近地區居民進出國道一號之重要通道，形式原為「簡易鑽石型」，因該型式運作效能不佳，易造成匝道回堵並影響國道主線通行速度，故高速公路局辦理改善方案，增建4條左轉專用車道，改建為「單點鑽石型」。於2016年5月12日開工，並於2018年11月30日完工通車。
興建五楊高架時一併改善連接幼獅交流道的青年路，簡化路口動線以及拓寬至三車道，增加匝道及連絡道左轉之行車空間，已於2014年底完工。

## 外部連結
- 國道一號幼獅交流道示意圖 （页面存档备份，存于）（交通部高速公路局）